# 1000-летие Крещения Руси
1000-ле́тие Креще́ния Руси́ — мероприятия, проходившие в СССР в июне 1988 года, приуроченные к 1000-летнему юбилею принятия христианства на Руси при князе Владимире Святославиче в 988 году. 1000-летие Крещения Руси отмечалось также Русской православной старообрядческой церковью и Русской зарубежной церковью.
Изначально планируемые как сугубо внутрицерковные, торжества получили также общественный статус. Торжества и события предыдущих месяцев стали поворотным моментом к изменению церковно-государственных отношений. Получив широкий международный и общественный резонанс, они позволили Церкви в новых исторических условиях выйти из-под контроля госорганов, организовать органы церковного управления и предпринять шаги к изменению государственного законодательства, получив возможность самостоятельного существования в государстве.

## Подготовка
Подготовка к празднованию 1000-летия Крещения Руси изначально началась в русском зарубежье, где ранее праздновалось 950-летие крещения Руси. В 1977 году решением Архиерейского синода Русской православной церкви заграницей была образована Комиссия по подготовке празднования 1000-летия Крещения Руси во главе с настоятелем одной из нью-йоркских церквей Александром Киселёвым.
Процесс подготовки к празднику в Русской православной церкви заграницей (РПЦЗ) оказал значительное консолидирующее влияние в среде православной части русских диаспор за рубежом. Оживилась научно-публицистическая деятельность Русского зарубежья. В этот период выходит огромное количество публикаций по российской истории, посвящённых осмыслению роли Русской православной церкви в построении государства и становлении русского менталитета. Выходили научные монографии, статьи в периодических изданиях, отдельные издания различных епархий РПЦЗ, публикации биографического характера и т. д. Практически все подобные публикации содержат анализ современного состояния отношений между РПЦ и РПЦЗ.
23 декабря 1980 года Священный синод Московского патриархата постановил «начать подготовку к празднованию Русской Православной Церковью предстоящего великого юбилея», для чего образовал Юбилейную комиссию под председательством патриарха Пимена. Первоначально предполагалось, что празднование юбилея Крещения Руси будет строго внутренним церковным торжеством. Как вспоминал митрополит Ювеналий (Поярков), предстоящий юбилей вызвал интерес у людей: «Сразу же получили „живой отклик“ в атеистической прессе. Я помню эти статьи: „А что будет праздновать Русская церковь“? „А было ли Крещение Руси“? „А был ли вообще Христос? Это ещё наука не доказала“. Но мы не смущались, и Промыслом Божьим так получилось, что подключилась ЮНЕСКО».
17 мая 1983 года состоялась официальная передача комплекса строений московского бывшего Данилова монастыря для создания на его территории «Духовно-административного центра» Московского патриархата. Решение было воспринято не только православными Москвы, но и всего СССР как событие чрезвычайной важности, как первый знак, возможно, меняющегося отношения руководства страны к нуждам Церкви. Восстановление первой после 1930 года монашеской обители в столице коммунистического государства стало широко известно в обществе, что привлекло интерес как к предстоящему юбилею, так и православию вообще. Некоторые опасения в руководящей среде Московской патриархии вызвало назначение в ноябре 1984 года на должность председателя Совета по делам религии Константина Харчева, сменившего Владимира Куроедова.
В 1986 году во время избрания архиепископа Виталия (Устинова) первоиерархом РПЦЗ архиепископ Антоний (Бартошевич) сказал: «Тебе предстоит, через два года, провести торжественный юбилей 1000-летия Крещения нашей Родины. Тысячу лет мы живём христианами, что должны показать не на словах, а на деле. Этот юбилей мы должны провести здесь так, чтобы он был юбилеем и там, на Родине. Там запретят празднование, или позволят, сведя его на нет, и то — под издевательства и угрозы советской прессы. Только отсюда услышат наши порабощённые братья голос Русской Церкви. Твой голос, Владыко, как Святителя Божия».
Основные официальные праздничные мероприятия были согласованы за два года до юбилея: 29 июля 1986 года Священный Синод постановил «в связи с празднованием созвать Поместный собор Русской православной церкви и провести его /…/ с 6 по 9 июня 1988 года». Одновременно был опубликован состав Комиссии по подготовке и проведению празднования 1000-летия Крещения Руси в составе 43 человек.
В 1987 году начался пересмотр государственной политики в отношении религии и прав верующих: в СМИ начали появляться материалы о репрессиях в СССР, о Русской Церкви как хранительнице народной культуры и духовности, об Оптиной пустыни, судьбе Храма Христа Спасителя, других уничтоженных святынях.
В предъюбилейное время в Киеве, Москве и Ленинграде прошли три международные научные конференции, посвящённые деятельности церкви за всю её тысячелетнюю историю. В этих конференциях помимо русских и зарубежных богословов и церковных историков участвовали также светские учёные. Было заслушано более 250 докладов. Материалы конференции, проведённой 21-28 июля 1986 года в Киеве, опубликованы в 28-м выпуске сборника «Богословские труды».
Значительный интерес вызвала вышедшая в августе 1987 года статья академика Бориса Раушенбаха, посвящённая крещению Руси и его значению для древнерусского государства. Статья была издана на многих языках и опубликована во всем мире, включая публикацию «Курьера ЮНЕСКО».
За развитием ситуации следили и за рубежом: в ноябре 1987 года XXIV сессия Генеральной ассамблеи ЮНЕСКО призвала отметить «1000-летие введения христианства на Руси как крупнейшее событие в европейской и мировой истории и культуре». Это заявление привлекло к Русской православной церкви самое широкое внимание общественности не только Советского Союза, но и всего мира.
Запланированные на начало лета 1988 года основные церковные торжества, включая праздничное богослужение и благодарственный молебен во всех храмах Русской православной церкви, было решено приурочить к Дню всех святых, в земле Русской просиявших (12 июня).

## Празднование в СССР
Исполняется тысяча лет, как киевский князь Владимир обратил своих подданных в Христову веру. Накануне юбилея перестроечная власть неожиданно отказывается от официального атеизма и делает празднование государственным. Начинается возвращение храмов и иного имущества, церковь быстро становится влиятельной общественной силой
Леонид Парфёнов

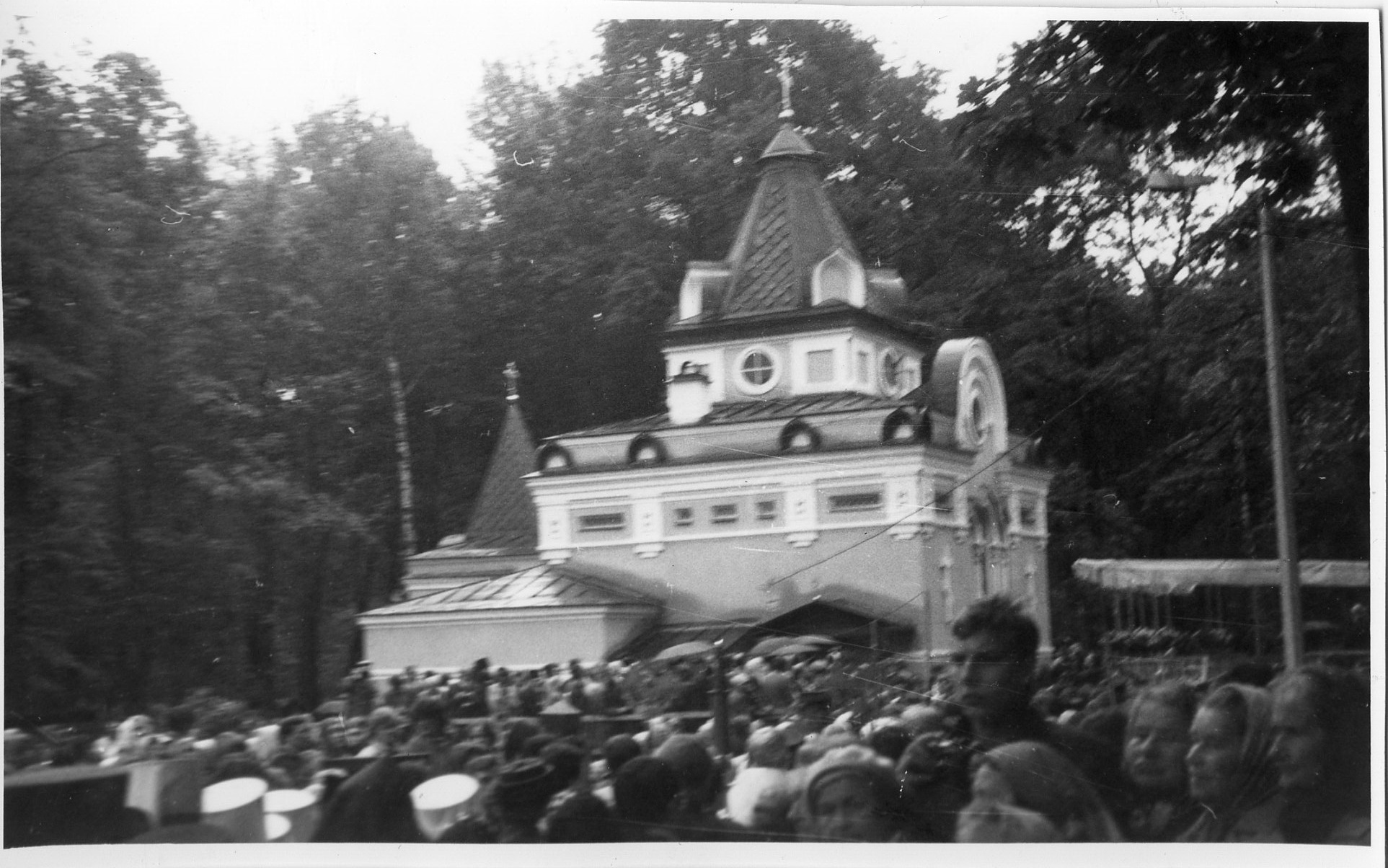
Празднования в Ленинграде, часовня Святой блаженной Ксении

Состоявшееся 28—31 марта 1988 года в Успенском храме бывшего Новодевичьего монастыря Архиерейское предсоборное совещание в коммюнике, среди прочего, отмечало: «Участники Архиерейского Предсоборного Совещания с благодарностью считают необходимым отметить положительное отношение Советского правительства к вопросам, выдвигаемым Священноначалием нашей Церкви.»
29 апреля 1988 года в присутствии репортёров со всего мира в Екатерининском зале Кремля состоялась встреча патриарха и постоянных членов Синода с Михаилом Горбачёвым «в связи с 1000-летием введения христианства на Руси». Сам Горбачёв при этом назвал Крещение Руси князем Владимиром «знаменательной вехой на многовековом пути развития отечественной истории, культуры и русской государственности» и отметил, что благодаря Перестройке стало возможным более активное участие религиозных деятелей в жизни общества. В ответ на это Пимен выразил «архитектору Перестройки и провозвестнику нового политического мышления» «всецелую поддержку», «искреннюю благодарность» и благословил Горбачёва на продолжение начатых дел. Данная встреча послужила сигналом для партийных и советских органов, дозволяющим освещение празднования Юбилея как общенационального мероприятия.
Сенсацией по тем временам стало разрешение властей на строительство в столице нового храма в честь Тысячелетия Крещения Руси, о чём была достигнута договорённость на встрече Михаила Горбачёва с иерархами.
26 мая 1988 года в Оружейной палате Московского Кремля состоялась торжественная передача Русской православной церкви священных реликвий, находившихся на хранении в музеях Московского кремля. Все возвращённые святыни в больших серебряных сосудах были поставлены на помосте в Елоховском соборе; отслужен молебен, после чего по распоряжению патриарха святыни разошлись по разным церковным местам.
Указом Президиума Верховного Совета СССР от 3 июня 1988 года «за активную миротворческую деятельность и в связи с 1000-летием Крещения Руси» патриарх Пимен, митрополит Киевский Филарет (Денисенко), митрополит Ленинградский Алексий (Ридигер), архиепископ Горьковский Николай (Кутепов), архиепископ Дмитровский Александр (Тимофеев) (ректор МДА) были награждены орденом Трудового Красного Знамени; ряд других иерархов — орденом Дружбы народов.
В последнем квартале 1987 года Церкви были переданы Козельская Введенская Оптина пустынь (Калуга) и Толгский монастырь (Ярославль). Накануне самого Тысячелетия Церкви были возвращены часть построек Киево-Печерской лавры. Церкви были переданы мощи, находившиеся на хранении в государственных музеях Московского Кремля.
Основные юбилейные торжества проходили 5—12 июня 1988 года в Загорске и Москве. В Москву съехались участники Поместного собора — 211 делегаций из 89 стран: 517 гостей, в том числе предстоятели поместных православных церквей: патриарх Антиохийский Игнатий IV, патриарх Иерусалимский Диодор, католикос-патриарх всея Грузии Илия II, патриарх Болгарский Максим, архиепископ Кипрский Хризостом I, митрополит Варшавский Василий, митрополит Пражский Дорофей, митрополит всей Америки и Канады Феодосий. Не было только представителей Константинопольской и Элладской православных церквей. Константинопольский патриарх Димитрий I не прибыл вследствие некоторых разногласий протокольного характера. (Торжества в Константинопольской патриархии, в которых принимала участие делегация от Русской православной церкви во главе с архиепископом Смоленским и Вяземским Кириллом, состоялись раньше и были приурочены к Неделе православия, 28 февраля 1988 года.)
На празднества было аккредитовано 1100 журналистов, из них 446 человек — иностранных. Никакие фестивали не имели такого международного резонанса.
Торжества начались в воскресенье 5 июня (Неделя Всех святых) в московском  Богоявленском соборе совершением литургии, которую возглавил  митрополит Киевский Филарет (Денисенко) в присутствии прибывших на торжества предстоятелей иных поместных церквей; по литургии была совершена панихида по предстоятелям и архипастырям Русской Церкви и «всем, в земли нашей от лет древних во благочестии пожившим и в истинной вере скончавшимся», всем, «за Церковь и Русь святую подвизавшимся».
6 июня открылся Поместный собор в Троице-Сергиевой Лавре, продлившийся до 9 июня. Собор прославил в лике святых ряд подвижников: Димитрия Донского, Андрея Рублёва, Максима Грека, святителей Макария Московского, Игнатия Брянчанинова и Феофана Затворника, преподобных Паисия Величковского и Амвросия Оптинского, блаженную Ксению Петербургскую. Собор принял ряд исторических решений, изменивших унизительное положение Русской церкви в советском государстве. На нём при всеобщей поддержке были отменены навязанные Архиерейскому собору 1961 года поправки к «Положению об управлении Русской Православной Церковью», лишавшие всякой власти в хозяйственно-финансовой сфере и епископов, и настоятелей приходов. Собор принял новый «Устав об управлении Русской Православной Церкви», который по своему содержанию был значительно дополнен и усовершенствован в сравнении с устаревшим «Положением» 1945 года. На Соборе были приняты решения об активизации работы в сфере духовного образования и издательской деятельности Церкви. На Соборе также обсуждались многие другие актуальные вопросы церковной жизни.
Для публичных благотворительных целей был предоставлен Большой театр, были приняты иностранные гости у главы Совета министров СССР Н. И. Рыжкова — пока продолжались празднования, программа постоянно разрасталась. Эти мероприятия обширно, в пределах всего СССР, было освещены на телевидении. Михаил Горбачёв не участвовал в этих сюжетах, но его жена Раиса Горбачёва была частой гостьей всех нелитургических мероприятий и всё время была в центре внимания СМИ.
Кульминацией празднования стало 12 июня, когда на площади восстановленного Данилова монастыря была отслужена литургия, которую совершили: патриарх Антиохийский Игнатий IV, патриарх Иерусалимский Диодор I, патриарх Московский Пимен, католикос-патриарх всей Грузии Илия II, патриарх Румынский Феоктист, патриарх Болгарский Максим, архиепископ Кипрский Хризостом I.
Торжества проходили в последующие дни также в Киеве, Ленинграде и Владимире, а после 18 июня — в во всех епархиях Русской православной церкви.
Патриарх Пимен, выступая на закрытии юбилейных торжеств, отметил:

Христианство было тем руслом, по которому потекла в древнерусскую землю культура самой развитой цивилизации того времени — Византии. Эта культура попала на благодатную почву… Завершаются первые десять веков истории нашей Церкви. Господи! Благослови в мире и благочестии вступить во второе тысячелетие нашего бытия в доме Божием… землю же Русскую в мире сохрани и веру православную в ней утверди во веки веков. Аминь.

Многие мероприятия празднеств широко транслировались по центральному телевидению.
13 июня 1988 года в Москве, в районе Царицынских прудов, вблизи Каширского шоссе патриарх Пимен заложил камень в основание «храма, посвящаемого 1000-летию Крещения Руси, храма в память всех наших соотечественников, жизнь свою положивших при защите священных пределов нашей Родины в Отечественных войнах…». Однако в силу разных причин его строительство началось лишь в 2001 году.

## Празднование в РПЦЗ
В 1987 году первоиерарх Русской православной зарубежной церкви митрополит Виталий (Устинов) обратился к клиру и к пастве РПЦЗ с Первым предъюбилейным посланием, по поводу наступавшего тогда 1000-летия Крещения Руси. В этом послании намечались юбилейные торжества во всех странах русского рассеяния, во всём мире.
24 июля 1988 года в большом театральном зале Буэнос-Айреса «Касал де Каталунья» состоялся официальный торжественный акт 1000-летия Крещения Руси, на русском языке, при полном зале в более чем 600 мест.

## Значение
1988 год стал переломным в общественном восприятии Церкви и её роли в истории России. Торжества, посвящённые Тысячелетию, стали для Русской церкви триумфом, какого верующие не могли представить себе до этого события. Митрополит Ювеналий (Поярков) сказал: «Мы были уверены, что это будет маленький семейный праздник. А тут оказалось…».
Торжества и события предыдущих месяцев знаменуют собой поворот в церковной политике Горбачёва, который использовал юбилей в своих целях, вероятно, для завоевания доверия Запада . Именно с 1988 года наблюдается значительное ослабление контрольно-репрессивного давления со стороны государственного аппарата на РПЦ. Церкви возвращаются храмы, происходят частые встречи государственных деятелей с церковными иерархами, прекращается преследование простых верующих. Впрочем, значительное государственное давление на Церковь сохраняется.
Начали открываться, реставрироваться и строиться новые храмы (этот процесс наметился ещё в 1987 году, но после празднований развернулся с новой силой). После 1000-летия Крещения Руси были официально изменены советские правила регистрации православных приходов. Уже не требовалось собирать в общину «двадцатку», разрушенные храмы передавались властями массово. По всему СССР регистрировалось более полутора сотен общин ежедневно.
Всё больше людей стало обращаться к Богу, становятся доступной Библия и церковная литература. С этого времени партийная и государственная пресса (другой в СССР тогда не существовало) начала активно освещать проблемы религиозной жизни, на телевидении появляются духовные христианские программы.
Вместе с тем, торжества оправдали ожидания советских властей: по словам Харчева, «Все увидели, что партия изменила политику в отношении религии, и не только Русской православной церкви. После этого началось и массовое открытие храмов, чему уже не препятствовали секретари обкомов. В свою очередь, что получило от этого государство? Люди поверили Горбачёву, что на самом деле происходит перестройка общества. Ведь в экономике-то особых успехов не было. Был и колоссальный резонанс за границей, мы избавились от жупела „империи зла“».
Новая политика Горбачёва сделала возможным более активное участие религиозных деятелей в жизни общества. Так, в 1989 году патриарх Пимен был избран народным депутатом СССР. В 1996 году Патриарх Алексий II отмечал, «1000-летие Крещения Руси вылилось во всенародный праздник. И началось как бы Второе Крещение Руси. Вот с этого момента, а особенно с 1989 года, когда был принят Закон о свободе совести, началось возрождение церковной жизни: открытие храмов, возобновление монастырской жизни».
Политолог Борис Межуев отмечал: «Поскольку в то же время началось возвращение в культуру плеяды русских религиозных философов, то многие заговорили о возможности подлинного религиозного ренессанса в России, какой был в нашей стране как раз накануне революции».